# 繆一經
繆一經，江苏吴县人，清朝政治人物。监生出身。
乾隆四十年（1775年），擔任清朝廣州府新安縣知縣。后由高暎接任。